# BMW M
BMW Motorsport GmbH — підрозділ або дочірня компанія BMW AG, що на базі серійних кузовів виробляє більш потужні та швидкісні моделі BMW власної спортивної M серії. Також виробляє спортивні прототипи та гоночні машини.

## Історія
Створена в травні 1972 року як «товариство для індивідуальних автомобілів». BMW M, також відома як M-Technik або просто «M» (від Motorsport), була спочатку створена для підтримки гоночної програми BMW, яка в 1960 та 1970 роках була дуже успішною. Першим гоночним проектом стала BMW 3.0 CSL; в кінці 1970-х були виготовлені перші модифіковані автомобілі для особистого використання гонщиками, які підписали контракт з BMW.

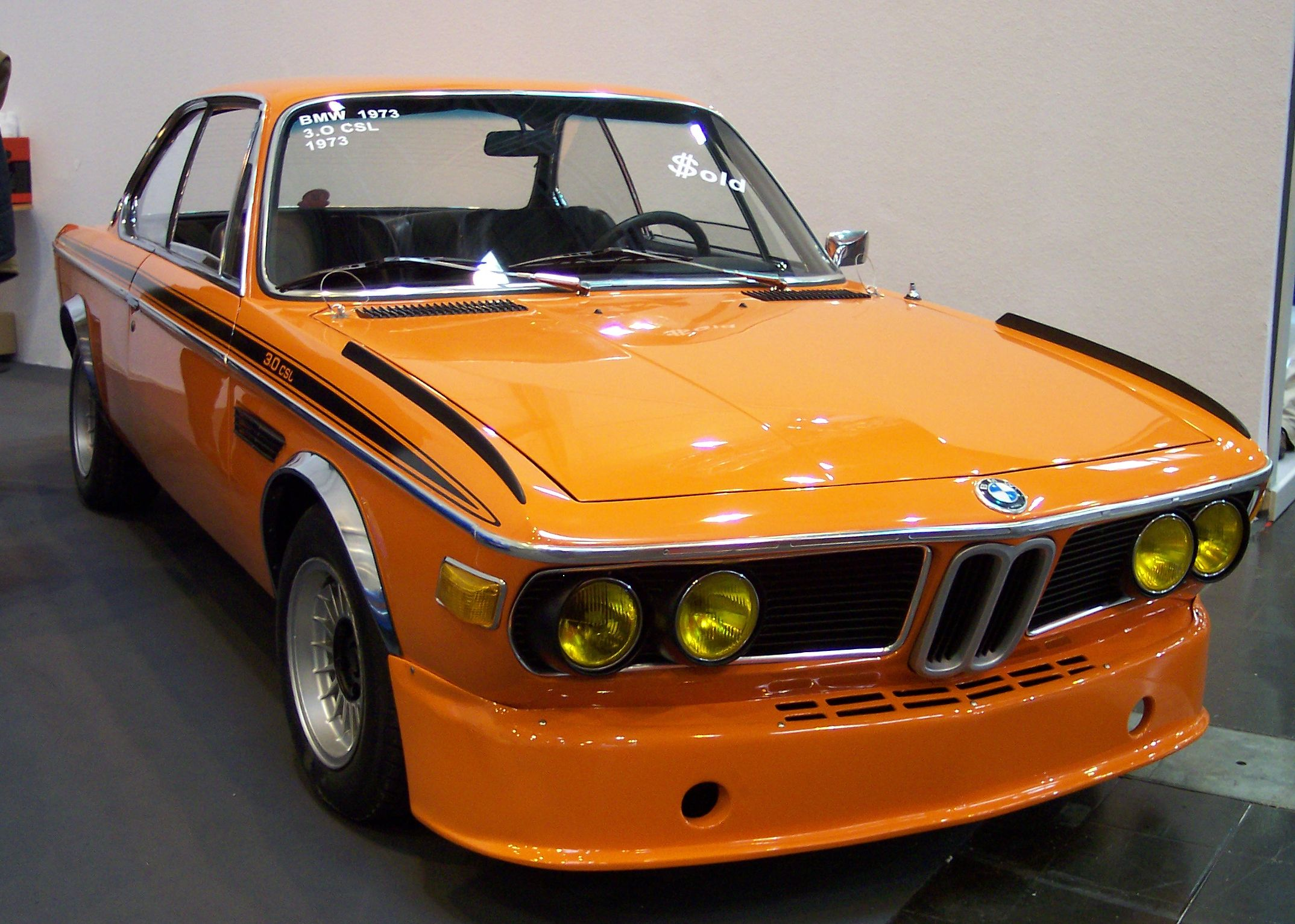
BMW 3.0 CSL 1973 р.

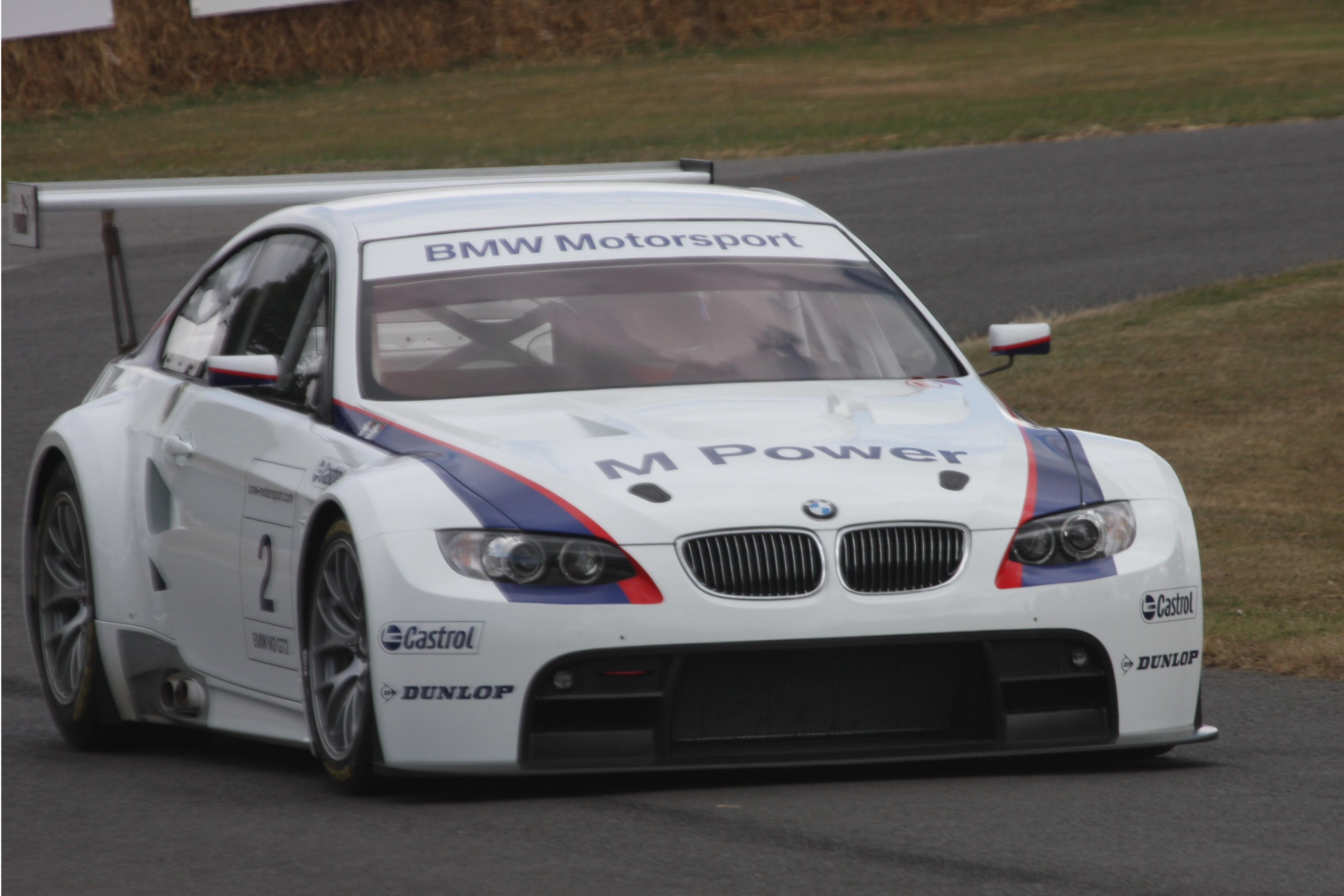
BMW M3 GT2 2009 р.

## Маркетинг
На авторинку моделі BMW M конкурують з продукцією тюнінгової компанії Alpina, яка також спеціалізується на моделях BMW як похідних. Поза модельного ряду BMW, конкурентами є аналогічні підрозділи конкурентів BMW в преміум класі: Mercedes-AMG, Audi S і RS серії.
У 2008 році BMW M реалізувало 24 186 автомобілі. Це друге місце в списку найкращих продажів за 30-річну історію М-відділення. Більше таких BMW купили тільки в 2002 році — 26 776 машин. Хітом стала молодша модель — майже 18 тисяч проданих BMW M3. BMW M3 купе розійшлося накладом у 10 571 автомобіль, а кабріолет і седан — 4169 і 3253 відповідно.
Після сімейства M3 з результатом 2465 проданих автомобілів йде модель BMW M5.

## Модельний ряд

### Теперішні і майбутні моделі
- M2
- M3
- M4
- M5
- M8
- X4 M
- X5 M
- X6 M
- XM

### Попередні моделі
- 1M
- M1
- M6
- M Купе
- M Родстер
- 850CSi
- M8 (прототип)
- M535i
- X3 M

## Галерея сучасних автомобілів

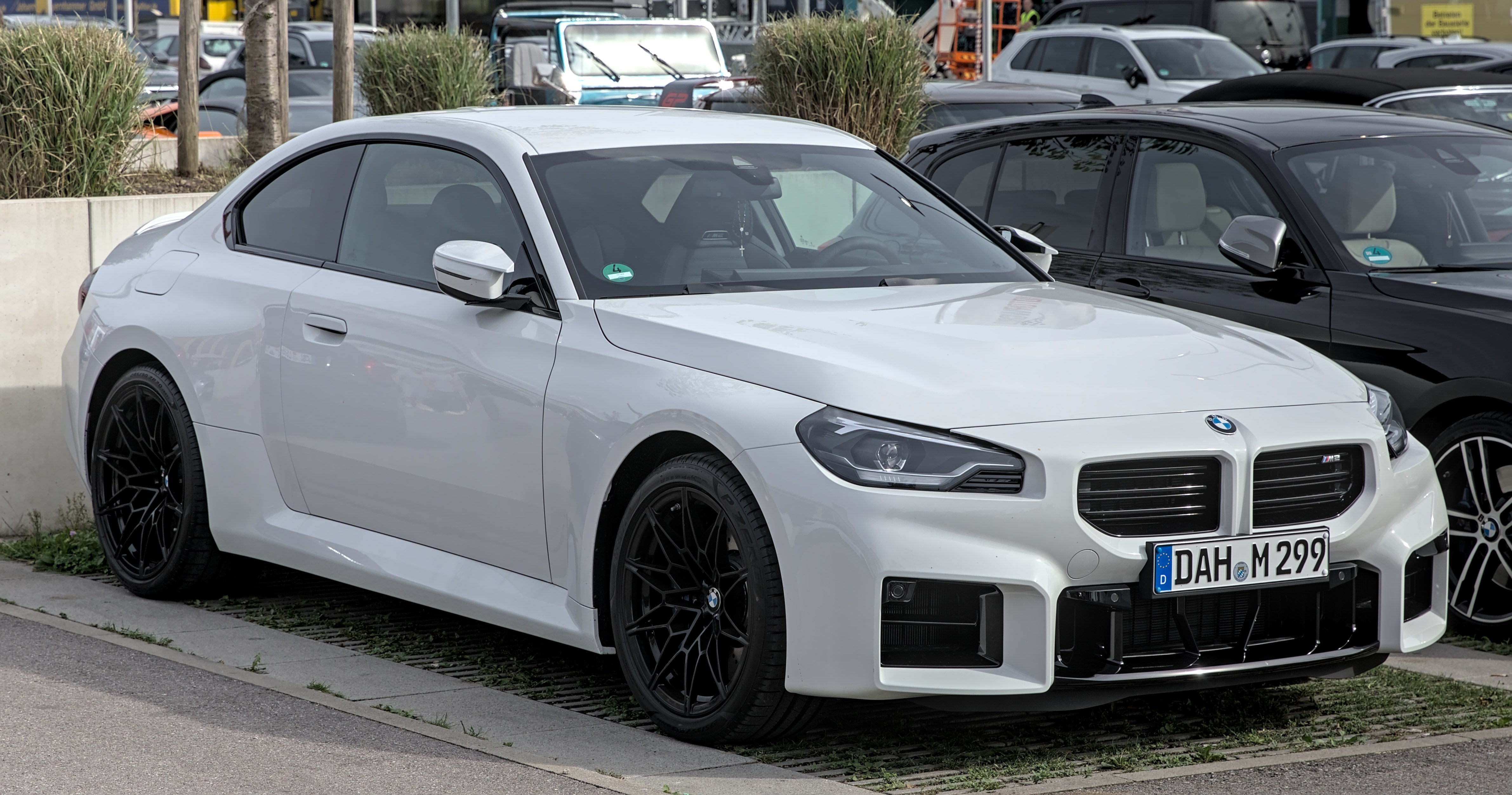
BMW M2
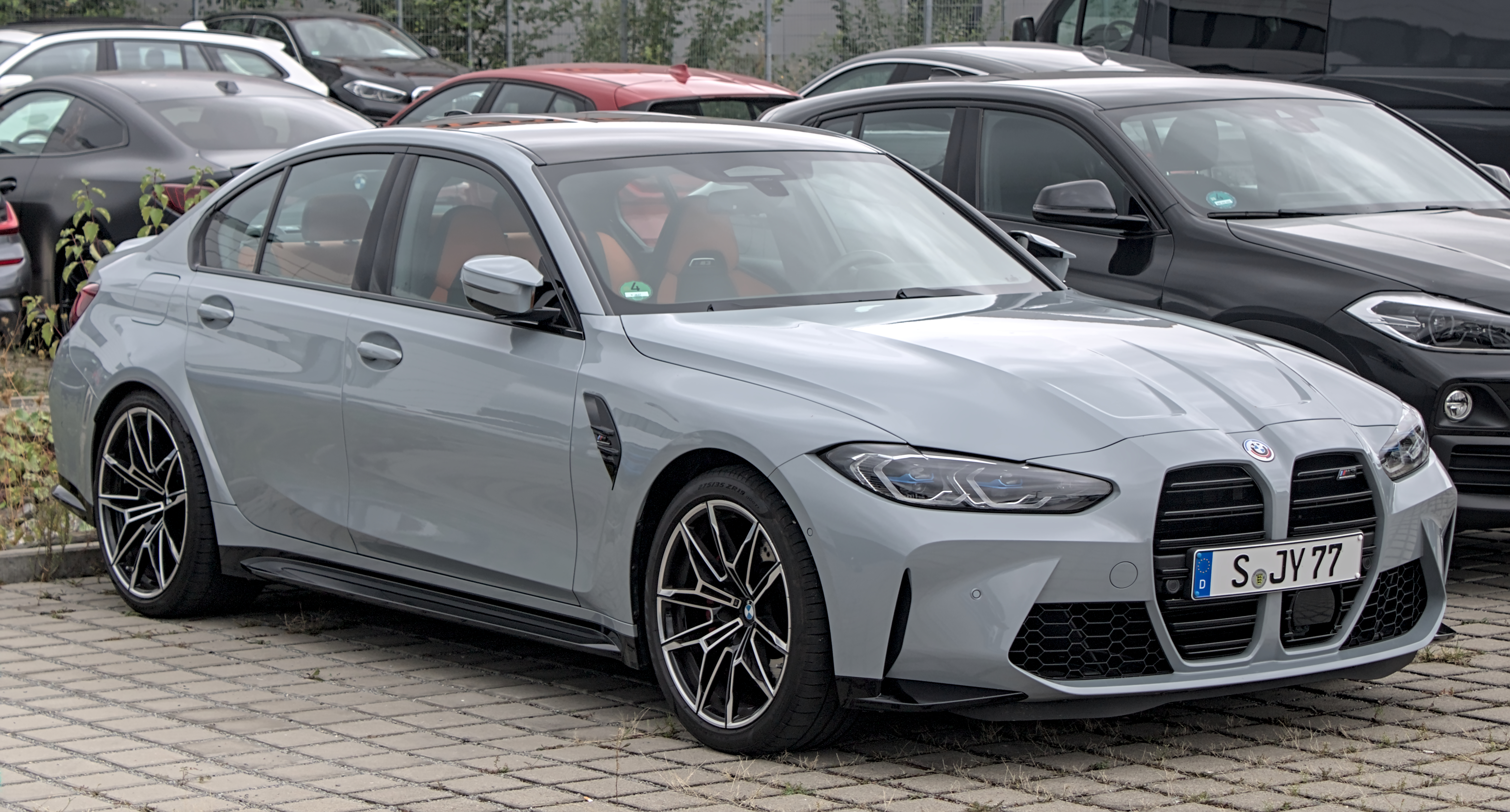
BMW M3
BMW M4
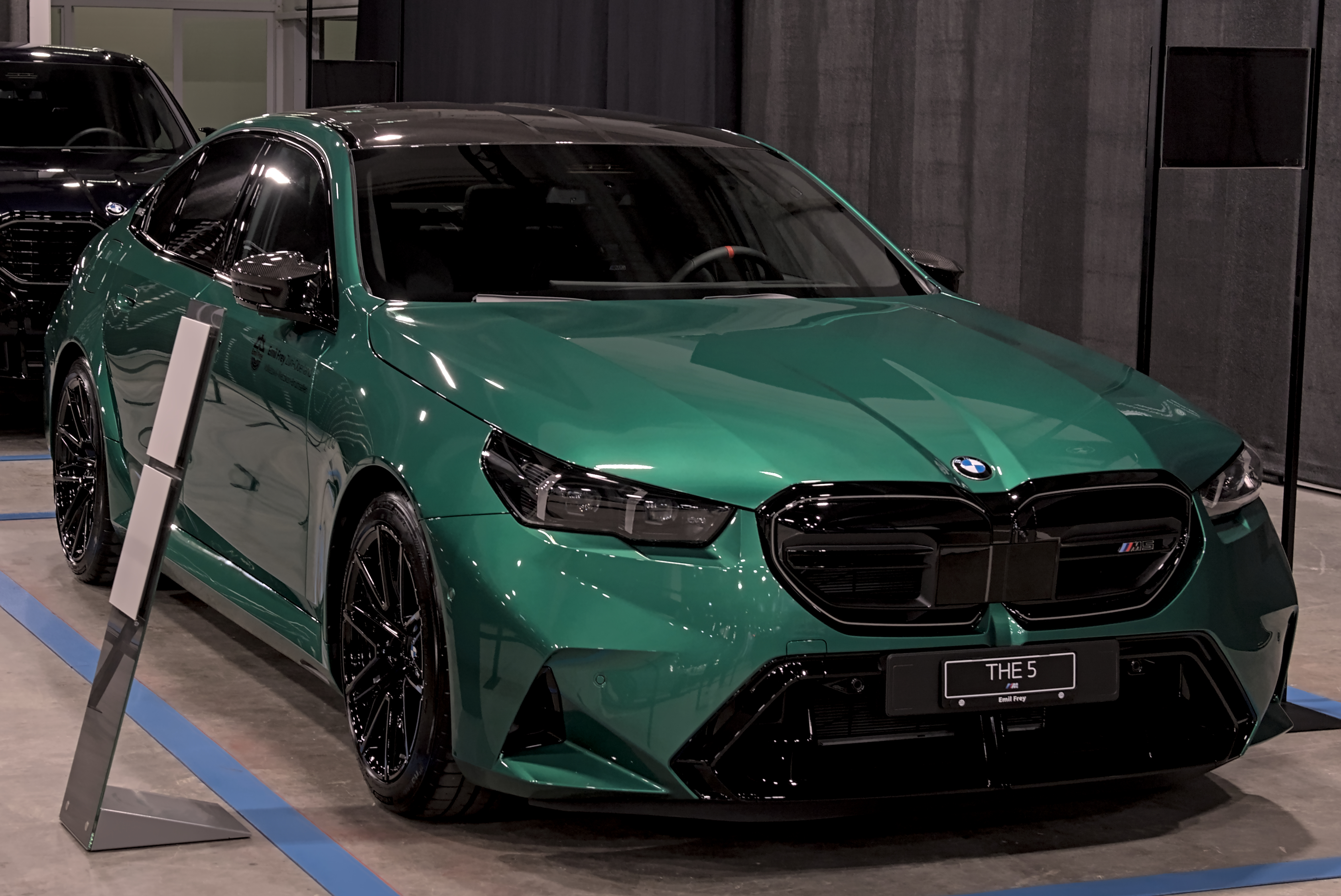
BMW M5
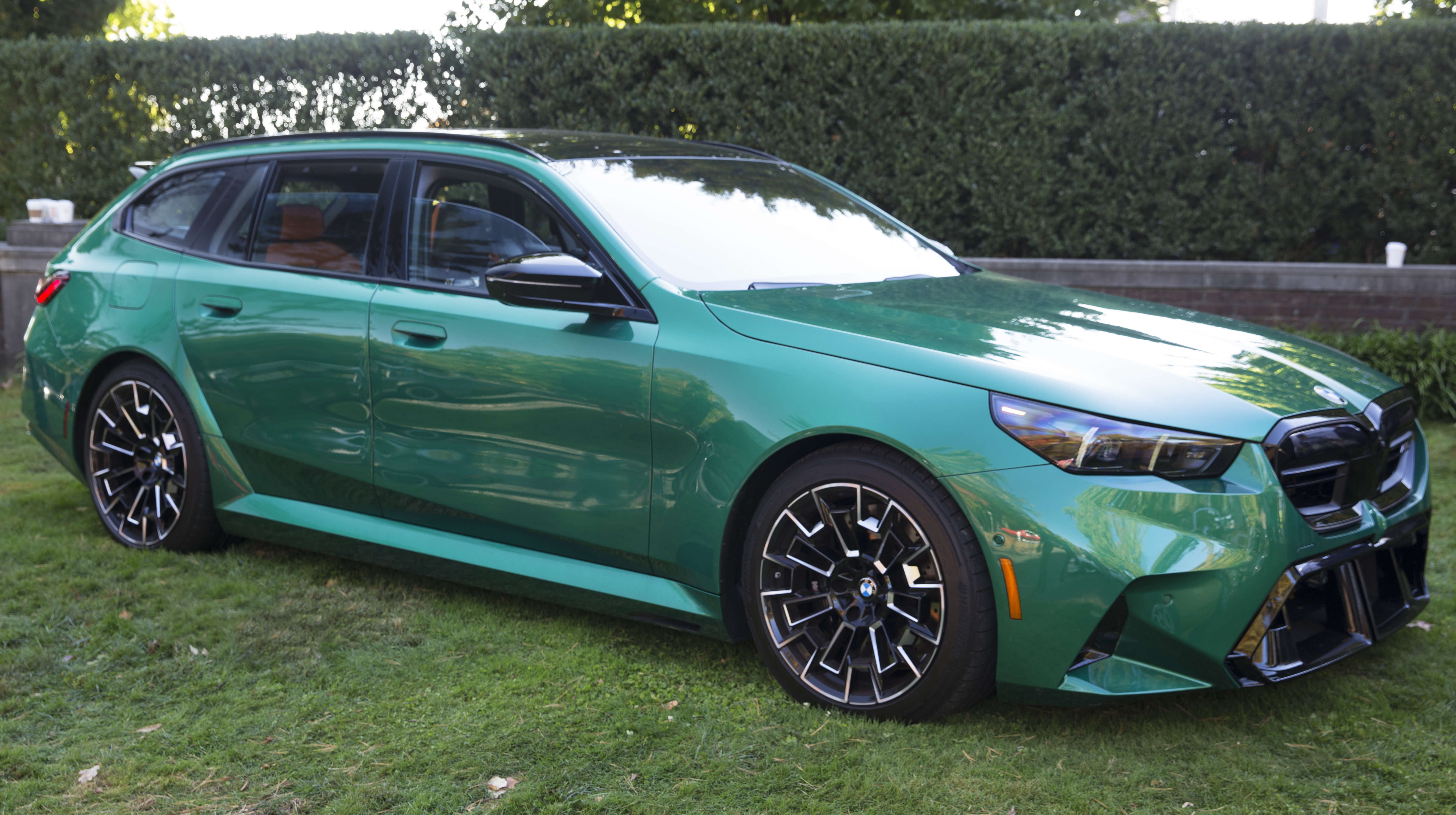
BMW M5 Touring
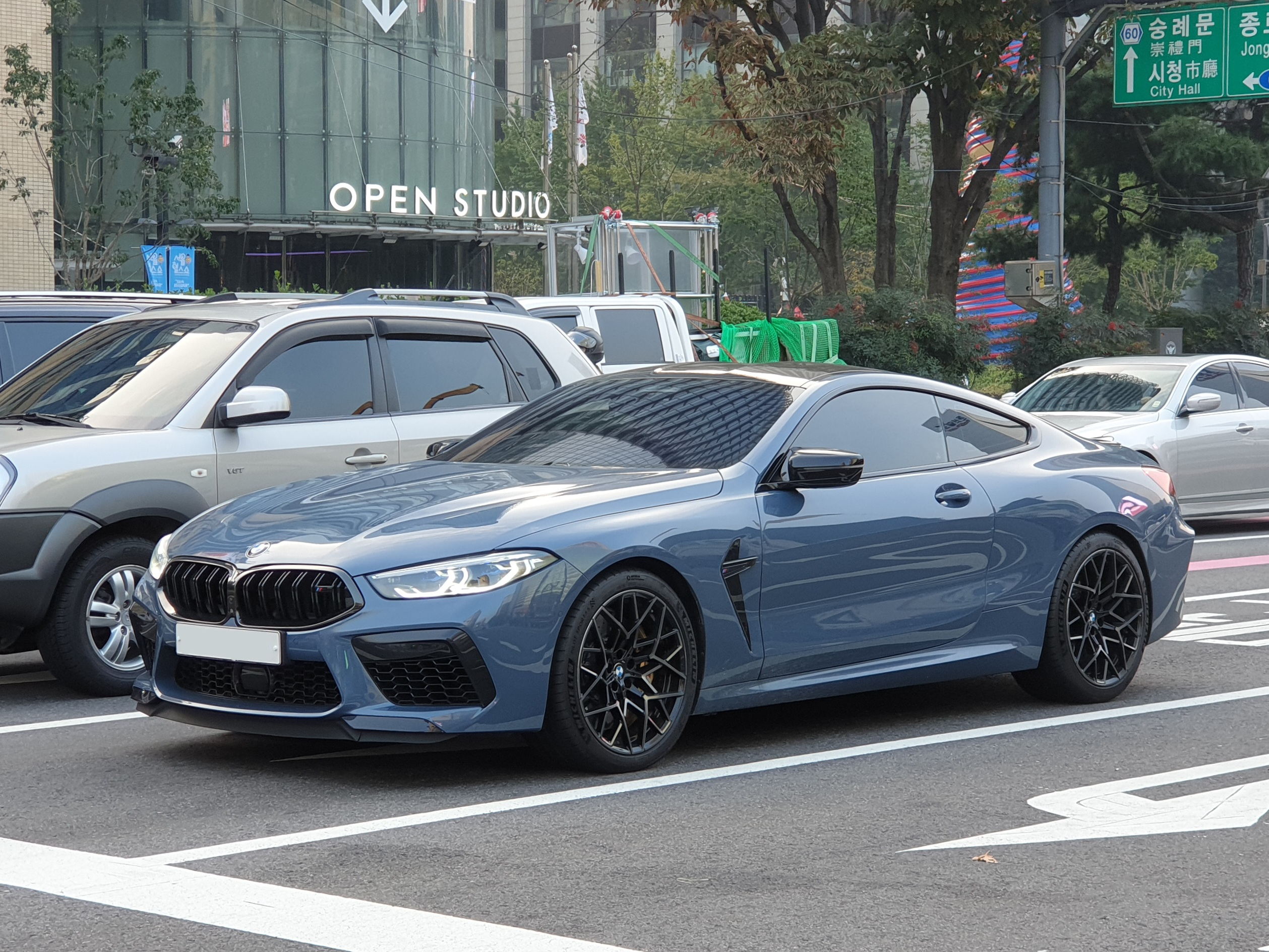
BMW M8
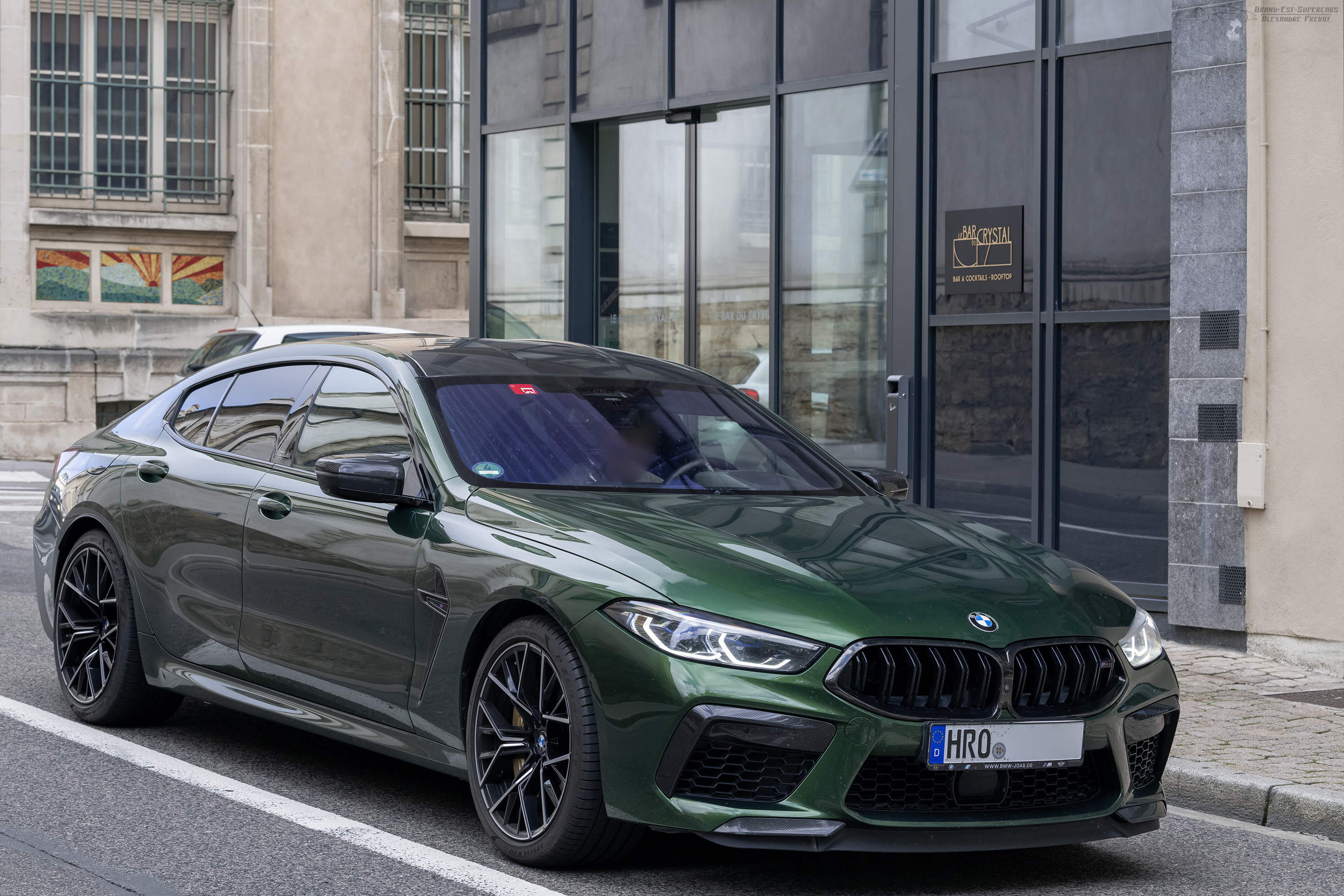
BMW M8 Gran Coupe
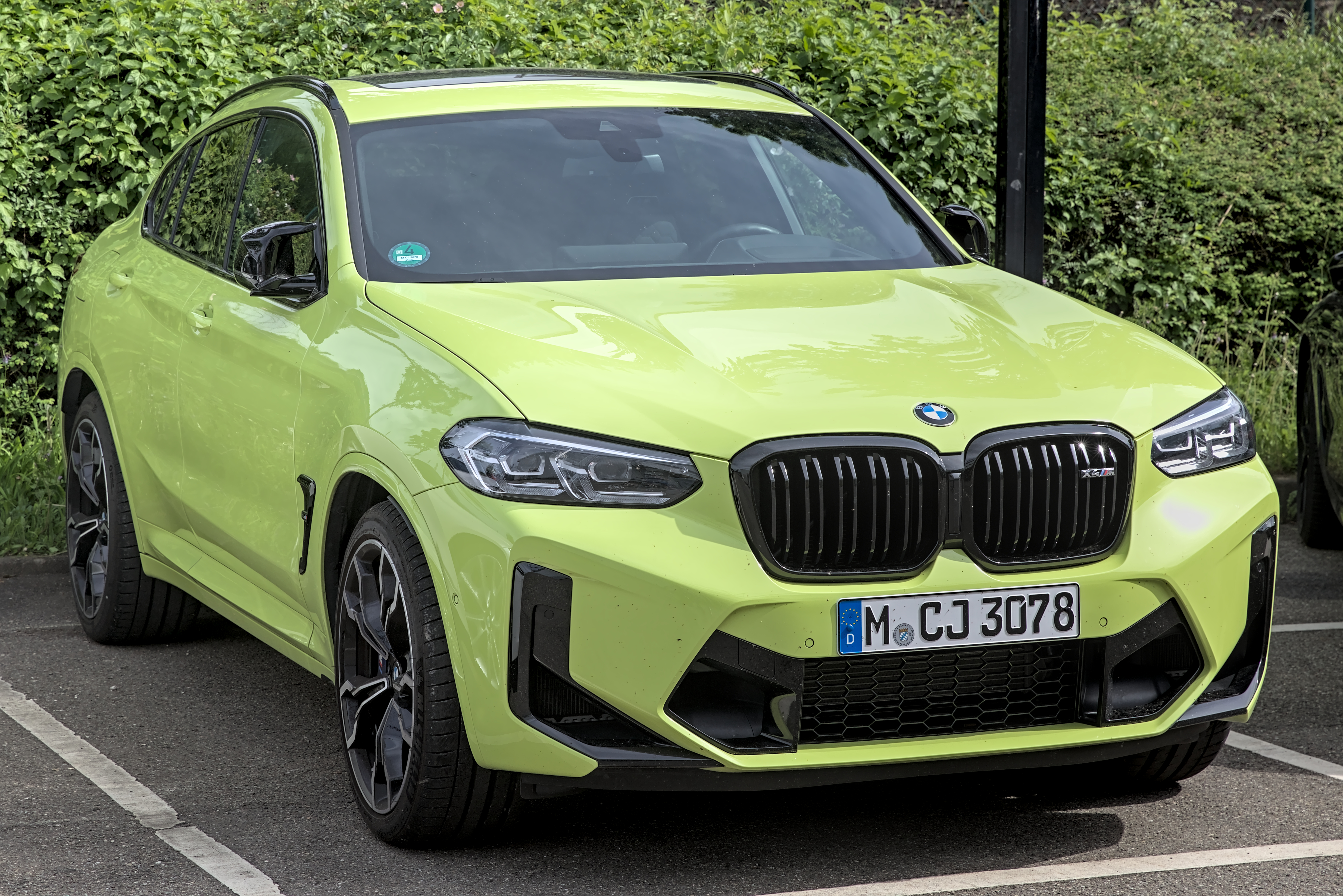
BMW X4 M
BMW X5M
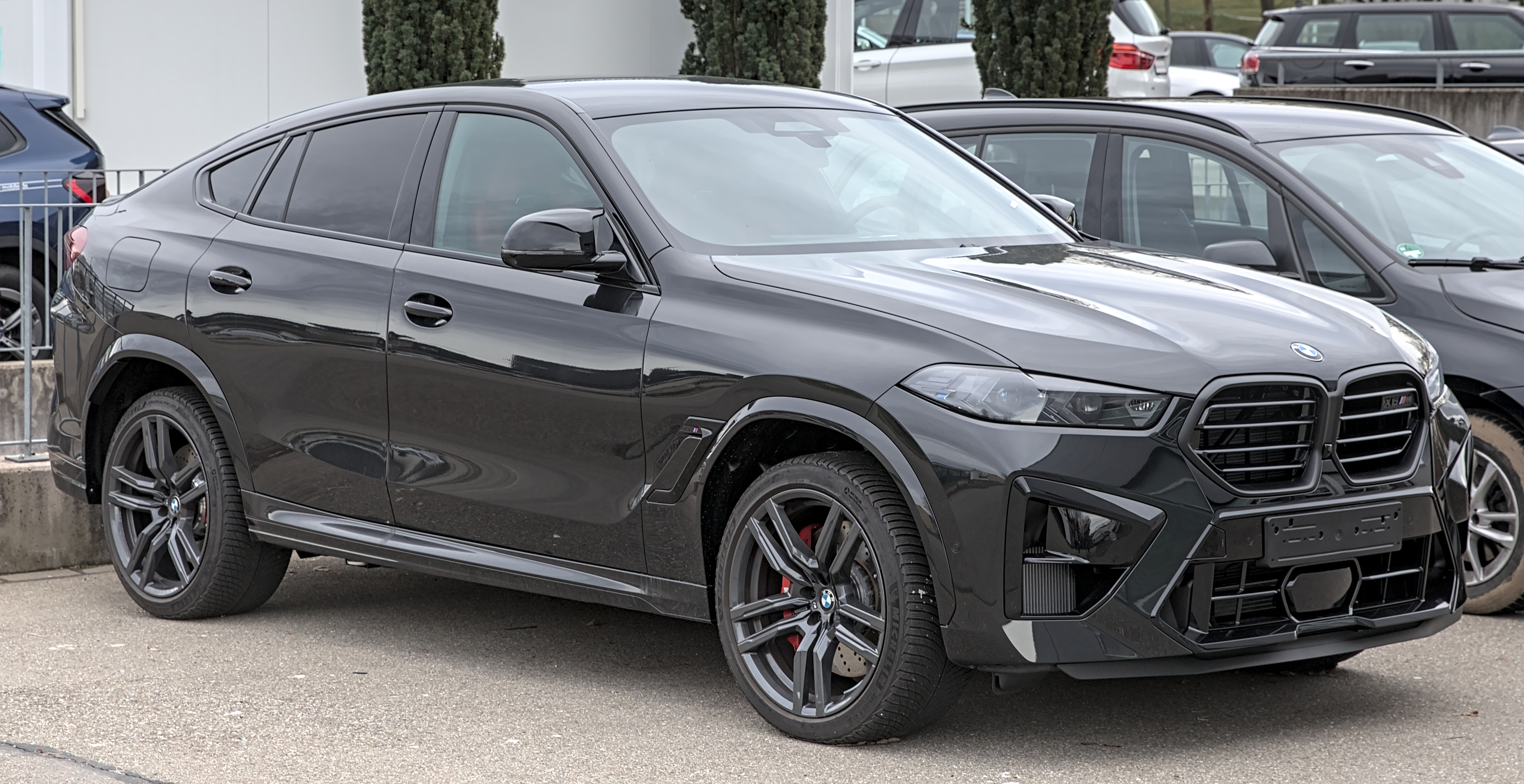
BMW X6 M
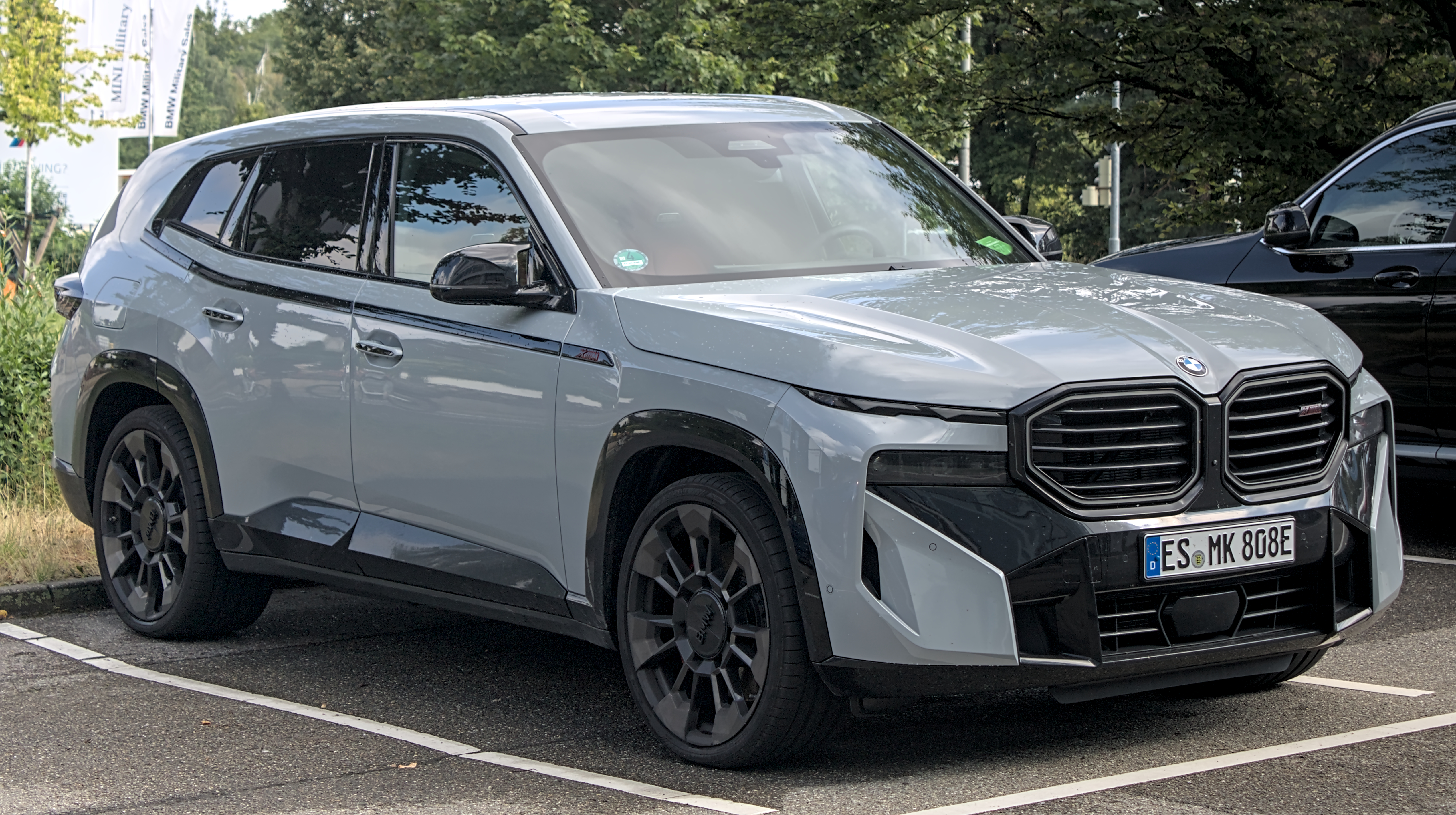
BMW XM

## Схожість з прапором так званої «ЛНР»
Хоч шильдик BMW M і схожий на прапор ЛНР але зʼявився раніше, тому зради тут нема